# Windsack

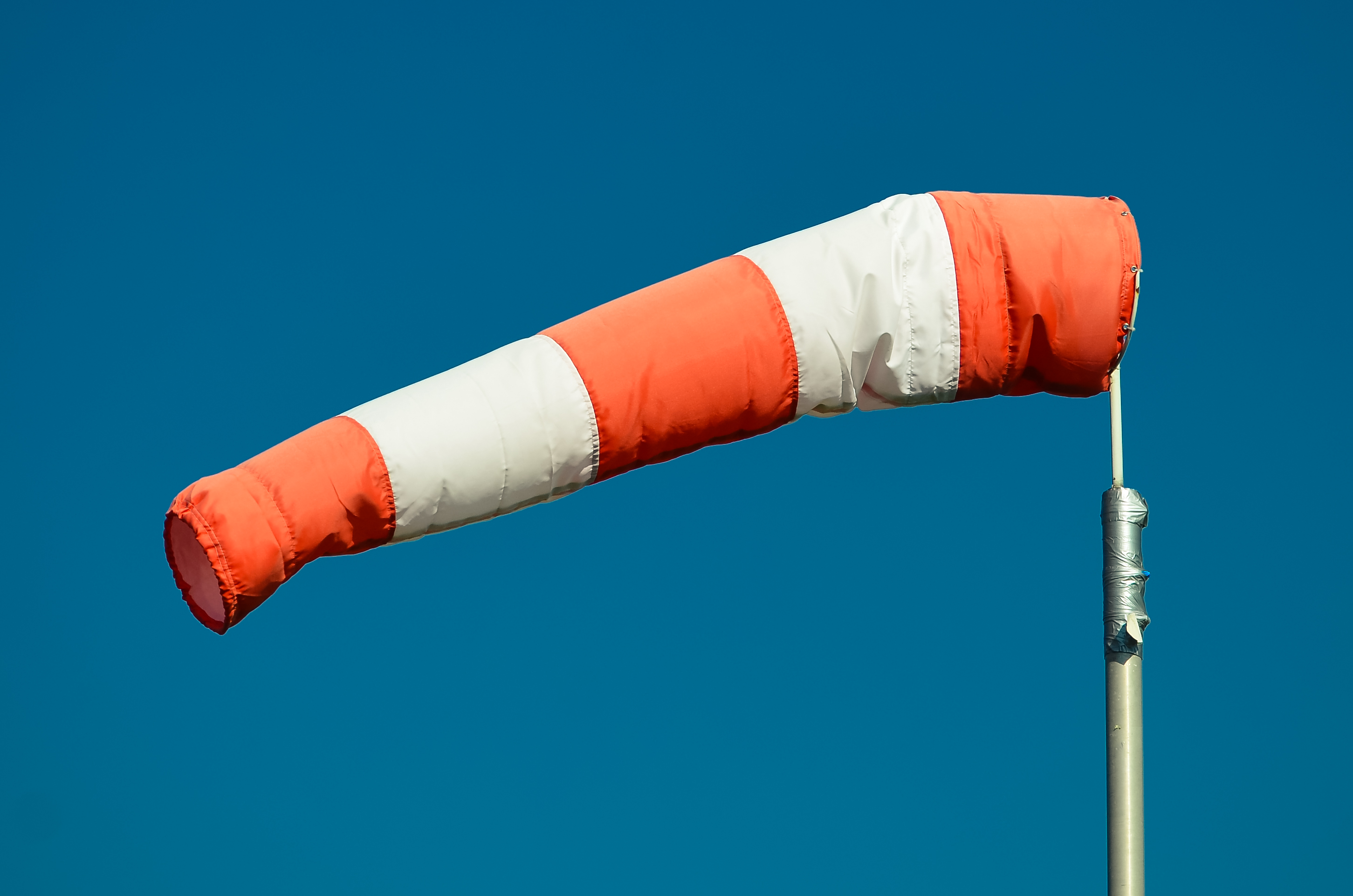
Windsack

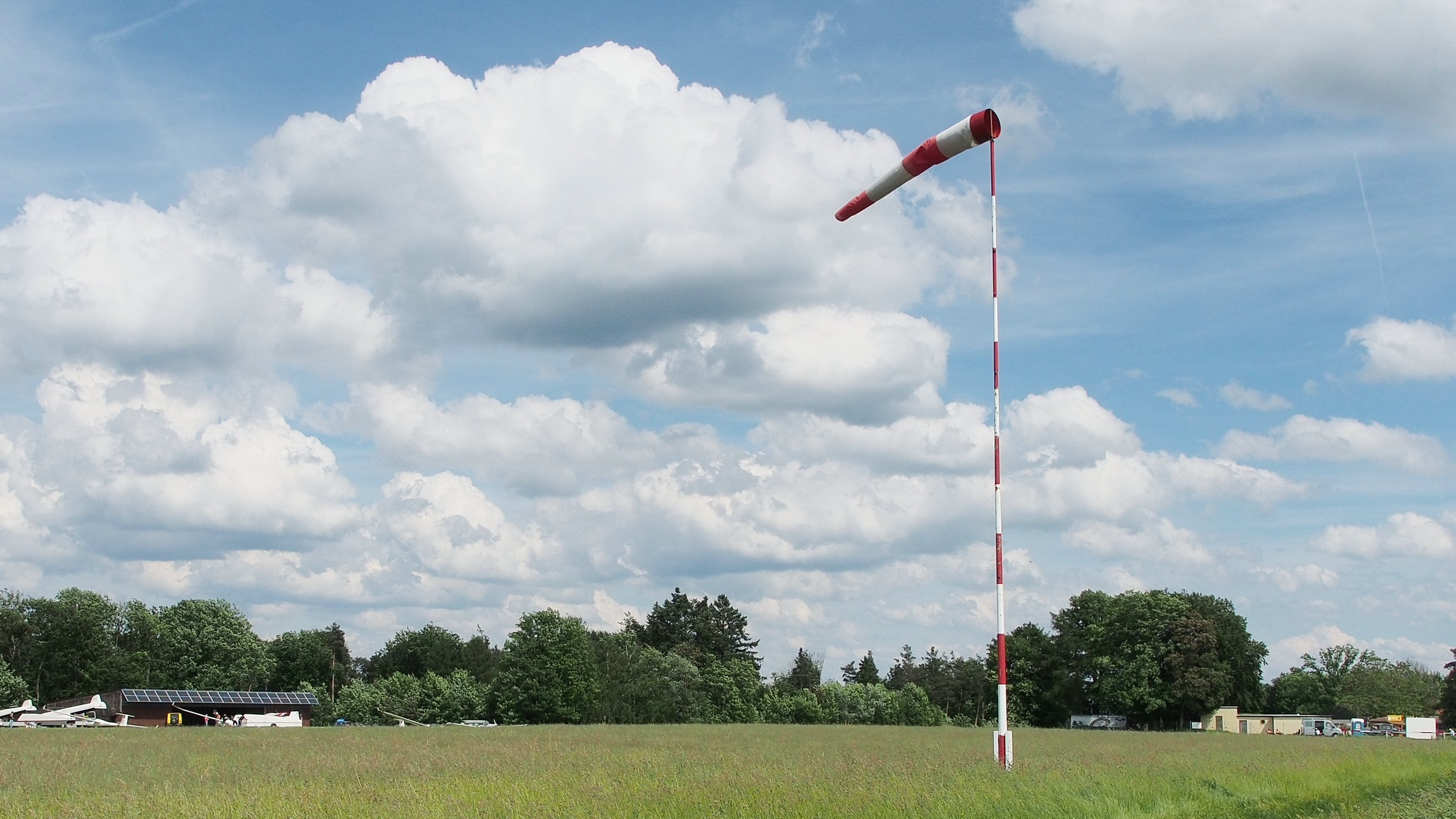
Windsack an einem Segelfluggelände

Stilisierter Windsack im Warnschild 117 vor Seitenwind

Ein Windsack ist ein vorwiegend aus wetterbeständigem Nylon-Gewebe angefertigter, spitz zulaufender, an beiden Enden offener Schlauch, der mit seiner größeren Öffnung in einigen Metern Höhe über dem Boden drehbar gelagert ist. Um Störungen durch Windschatten auszuschließen, werden Windsäcke in der Regel auf einem freistehenden Mast installiert.
Andere Bezeichnungen sind Windhose (bedeutet ansonsten: Luftwirbel, Trombe, Tornado) sowie regional Windbeutel (bezeichnet ansonsten ein Gebäck).
Bei Windstille hängt das freie Ende schlaff herunter. Durchziehender Wind bläst den Schlauch auf und dreht das spitze Ende nach Lee. Damit zeigt der Windsack die Windrichtung und auch die ungefähre Windstärke an: Je größer der horizontal aufgeblasene Anteil des Windsackes, desto stärker der Wind.
Über diese grobe Abschätzung hinaus macht der Zustand eines Windsacks keine Aussage über die genaue Windstärke. Dass jeder aufgeblasene Ring einer bestimmten Teilwindstärke entspräche, ist nicht belegt und wird nirgends gefordert. Eine solche Zuordnung wird schon dadurch infrage gestellt, dass Anzahl und Breite der Farbringe im Windsack nicht genormt sind. Eine existierende Anweisung der amerikanischen FAA verlangt lediglich, dass der Windsack ab drei Knoten (5,6 km/h) Windgeschwindigkeit die Windrichtung mit fünf Grad Genauigkeit anzeigen und ab 15 Knoten (27,8 km/h) Windgeschwindigkeit vollständig aufgebläht sein soll.
Präzise Windmessgeräte sind der Windrichtungsgeber und das Anemometer.

## Einsatz
Windsäcke kommen überall dort zum Einsatz, wo die ungefähren Windverhältnisse einfach und leicht erfassbar dargestellt werden sollen, ohne dass es auf Exaktheit ankommt. Zur Vermeidung von Unfällen ist es gerade in hektischen Situationen entscheidend, Geschwindigkeit und Richtung des Winds auf einen Blick abschätzen zu können.

### Luftfahrt

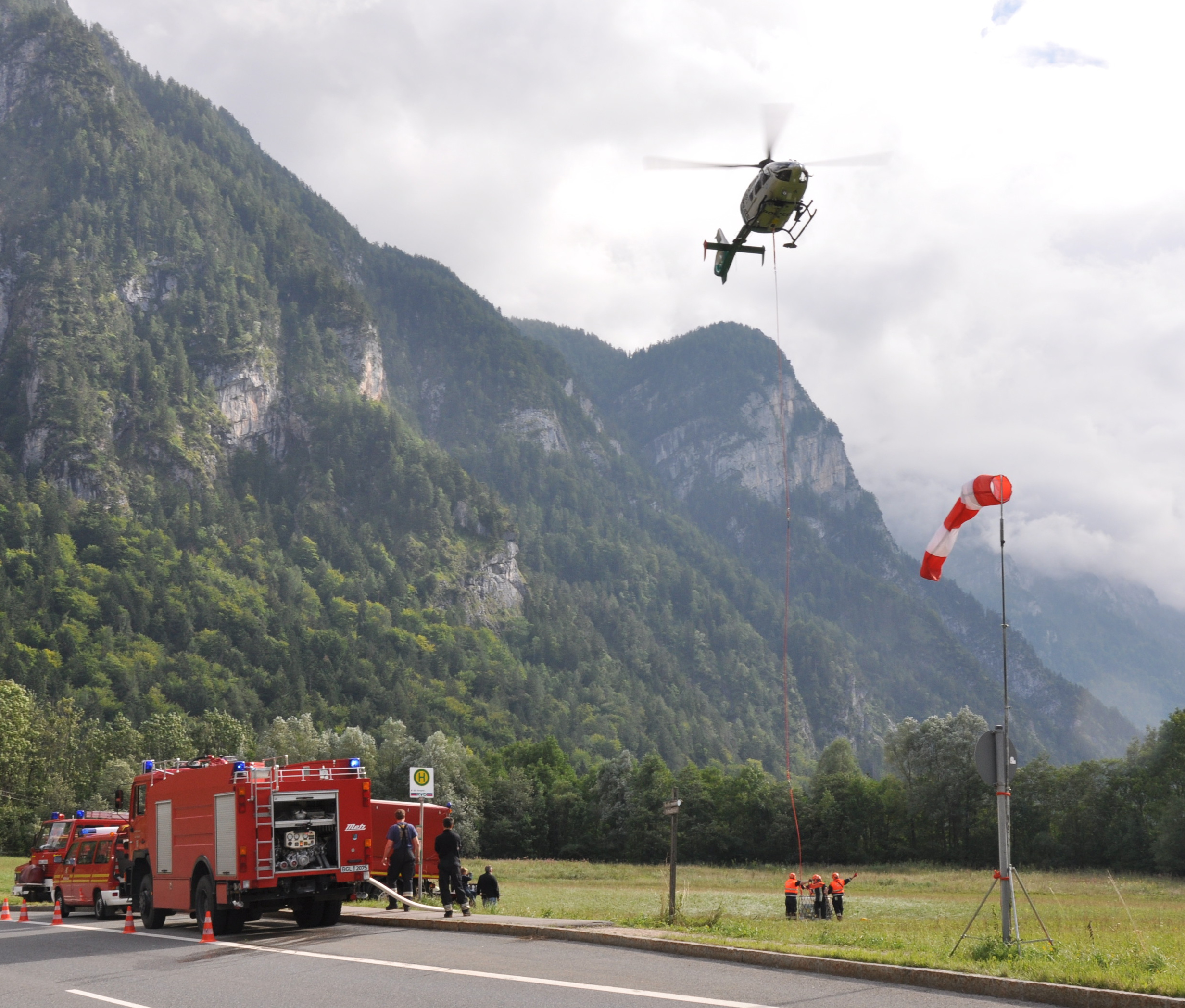
Mobiler Windsack bei Löscharbeiten mit einem Hubschrauber

Für den Luftverkehr, insbesondere bei Start und Landung, ist die Kenntnis der aktuellen Windverhältnisse notwendig. Obwohl diese Information in der Regel per Sprechfunk übermittelt wird, müssen zusätzlich nach den Regeln der internationalen Luftfahrtorganisation ICAO Windrichtungsanzeiger auf allen Flugplätzen und Hubschrauberlandeplätzen vorhanden sein. Dort sollen sie aus der Luft und für Piloten am Boden eindeutig auszumachen sein und für den Sichtflug in der Nacht auch über eine Beleuchtung verfügen.
Der Windsack soll von kleinräumigen Luftströmungen (zum Beispiel durch Triebwerke) sowie Luftverwirbelungen durch Gebäude oder Bewuchs möglichst wenig beeinflusst werden und zur leichteren Erkennbarkeit aus der Luft von einem Kreis, bevorzugt in weißer Farbe, umgeben sein.
Der Windsack ist in Ringe kontrastierender Farbe zu unterteilen, meist wird weiß und rot oder orange gewählt. Das dient vor allem der besseren Erkennbarkeit aus der Luft, wird aber auch zur groben Einschätzung der Windstärke genutzt; nach einer fliegerischen Faustregel entspricht jeder aufgeblähte Sektor der rot-weißen Ringelung etwa drei bis fünf Knoten Windstärke. Diese Beziehung ist jedoch nicht zwingend vorgeschrieben und ersetzt daher keinesfalls eine genaue Windmessung.

### Verkehr
Windsäcke sind auch an zahlreichen Straßen und Brücken anzutreffen, auf denen Seitenwinde zur ernstzunehmenden Gefahr werden können. Hier geben sie Kraftfahrern die Möglichkeit, ihre Fahrweise rechtzeitig den herrschenden Windverhältnissen, etwa einem plötzlich stärkeren Seitenwind auf Talbrücken, anzupassen. Windsäcke finden auch in Häfen, an Umfüllstationen und Tankanlagen sowie in der Industrie Verwendung. Der Betriebsbahnhof Kirchheim an der Schnellfahrstrecke Hannover–Würzburg ist ebenfalls mit einer Windwarnanlage ausgestattet.

### Antiker „Drache“
Das Prinzip des Windsacks wurde bereits in der Antike für die Heeresstandarte draco („Drache“) angewendet. Das Aussehen und die Funktion dieses Draco beschreibt der römische Historiker Ammianus Marcellinus mit den folgenden Worten: „Hinter vielerlei anderen Vorausziehenden umgaben den Kaiser aus purpurroten Geweben angefertigte Drachen, die, auf vergoldete und mit Edelsteinen verzierte Lanzenspitzen aufgebunden, durch eine große Öffnung vom Wind aufgeblasen werden konnten und also wie von Zorn aufgebracht zischten und ihre großen Schwänze hinter sich in den Wind hielten.“